# Idmoneoides
Idmoneoides is een mosdiertjesgeslacht uit de orde Cyclostomatida waarvan de plaatsing in een familie nog onzeker is.

## Soort
- Idmoneoides arctoflabellaris (Kluge, 1946)
- Idmoneoides simplex Kluge, 1955